# Meux
Meux ist eine französische Gemeinde mit 329 Einwohnern (Stand: 1. Januar 2022) im Département Charente-Maritime in der Region Nouvelle-Aquitaine (vor 2016 Poitou-Charentes); sie gehört zum Arrondissement Jonzac und zum Kanton Jonzac. Die Einwohner werden Meuxois genannt.

## Geographie
Meux liegt etwa 55 Kilometer südwestlich von Angoulême. Umgeben wird Meux von den Nachbargemeinden Réaux sur Trèfle im Norden und Nordwesten, Allas-Champagne im Norden und Nordosten, Saint-Ciers-Champagne im Osten, Saint-Germain-de-Vibrac im Südosten sowie Champagnac im Süden und Westen.

## Bevölkerungsentwicklung
| Jahr                       | 1962 | 1968 | 1975 | 1982 | 1990 | 1999 | 2006 | 2017 |
| Einwohner                  | 276  | 264  | 255  | 274  | 310  | 307  | 291  | 316  |
| Quellen: Cassini und INSEE |      |      |      |      |      |      |      |      |

## Sehenswürdigkeiten
- Kirche Saint-Martin aus dem 12. Jahrhundert, Monument historique seit 2000
- Schloss Meux aus dem 15. Jahrhundert, seit 1975 Monument historique

Siehe auch: Liste der Monuments historiques in Meux

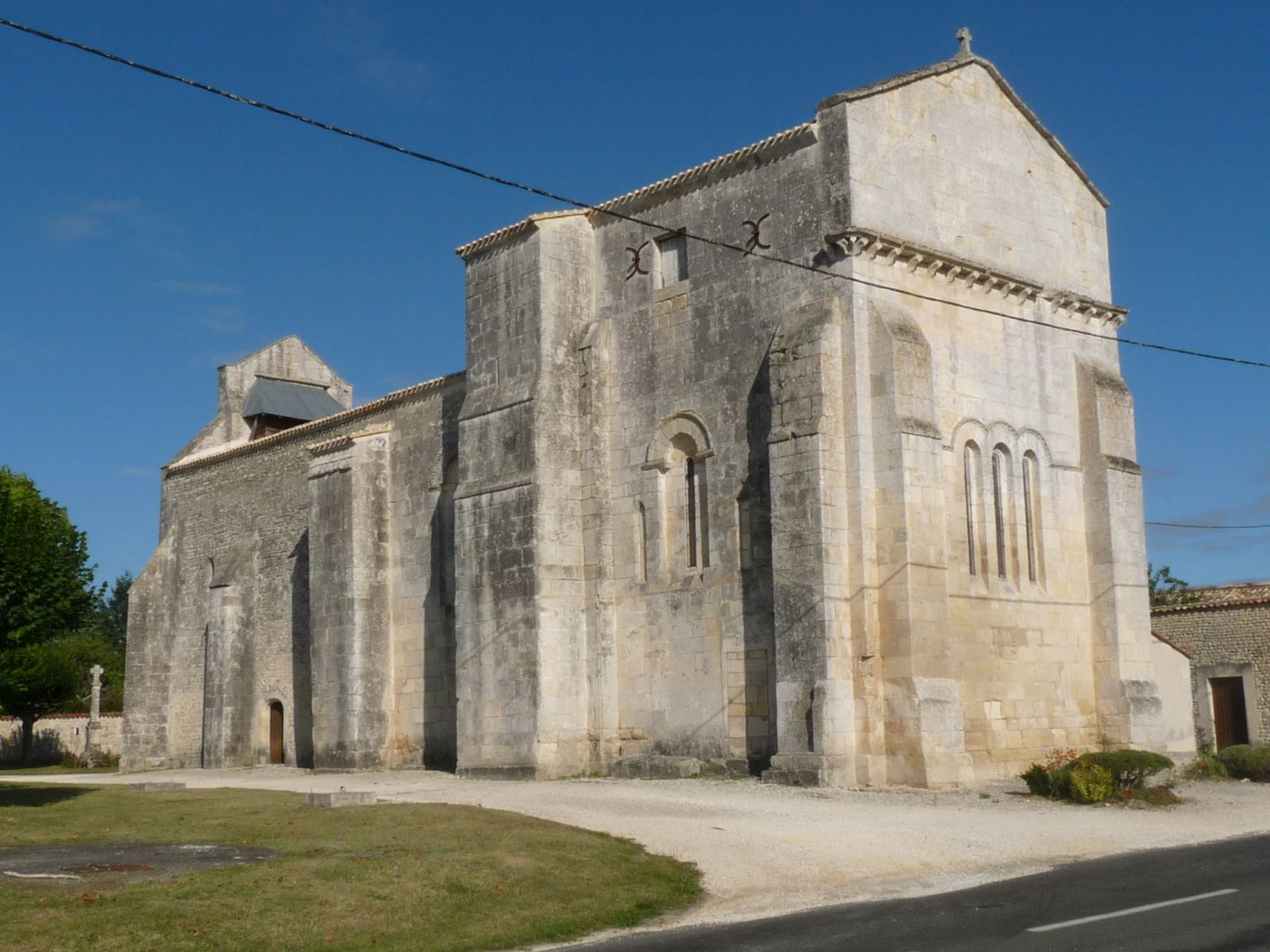
Kirche Saint-Martin
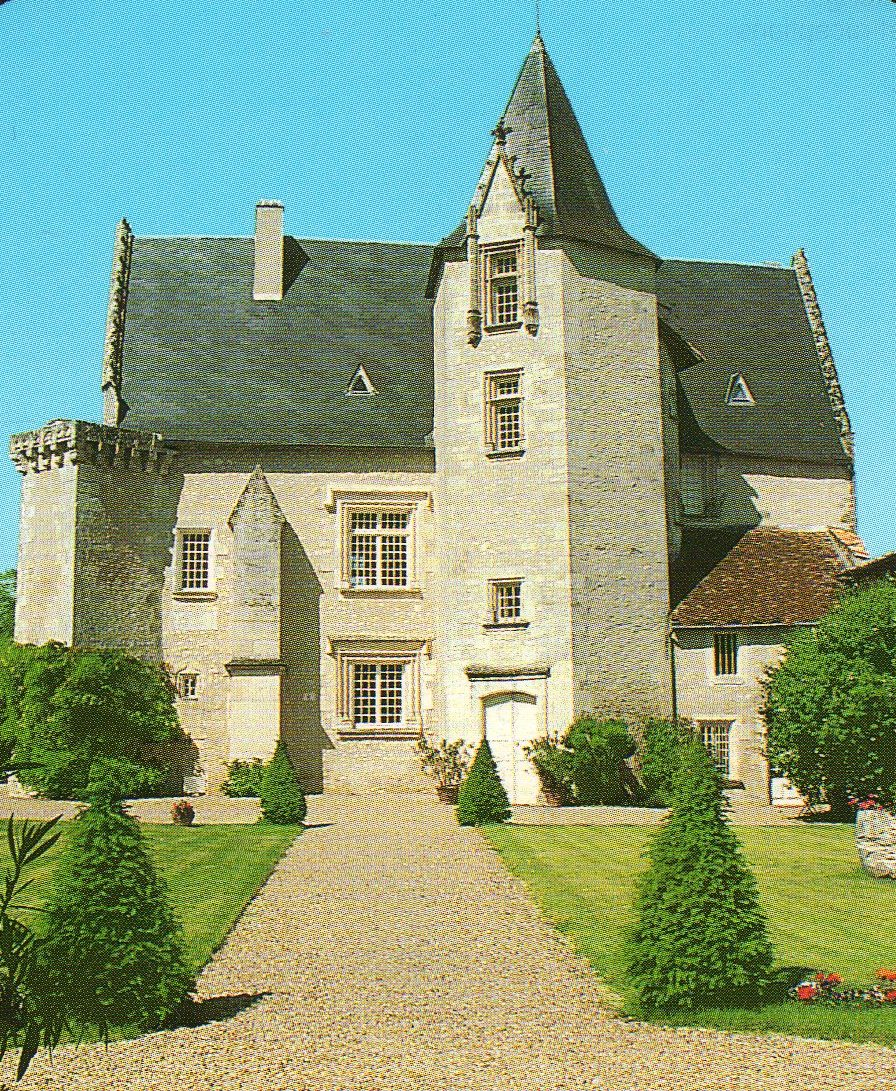
Schloss Meux